# Frontier County
Frontier County is een county in de Amerikaanse staat Nebraska.
De county heeft een landoppervlakte van 2.524 km² en telt 3.099 inwoners (volkstelling 2000). De hoofdplaats is Stockville.

## Bevolkingsontwikkeling

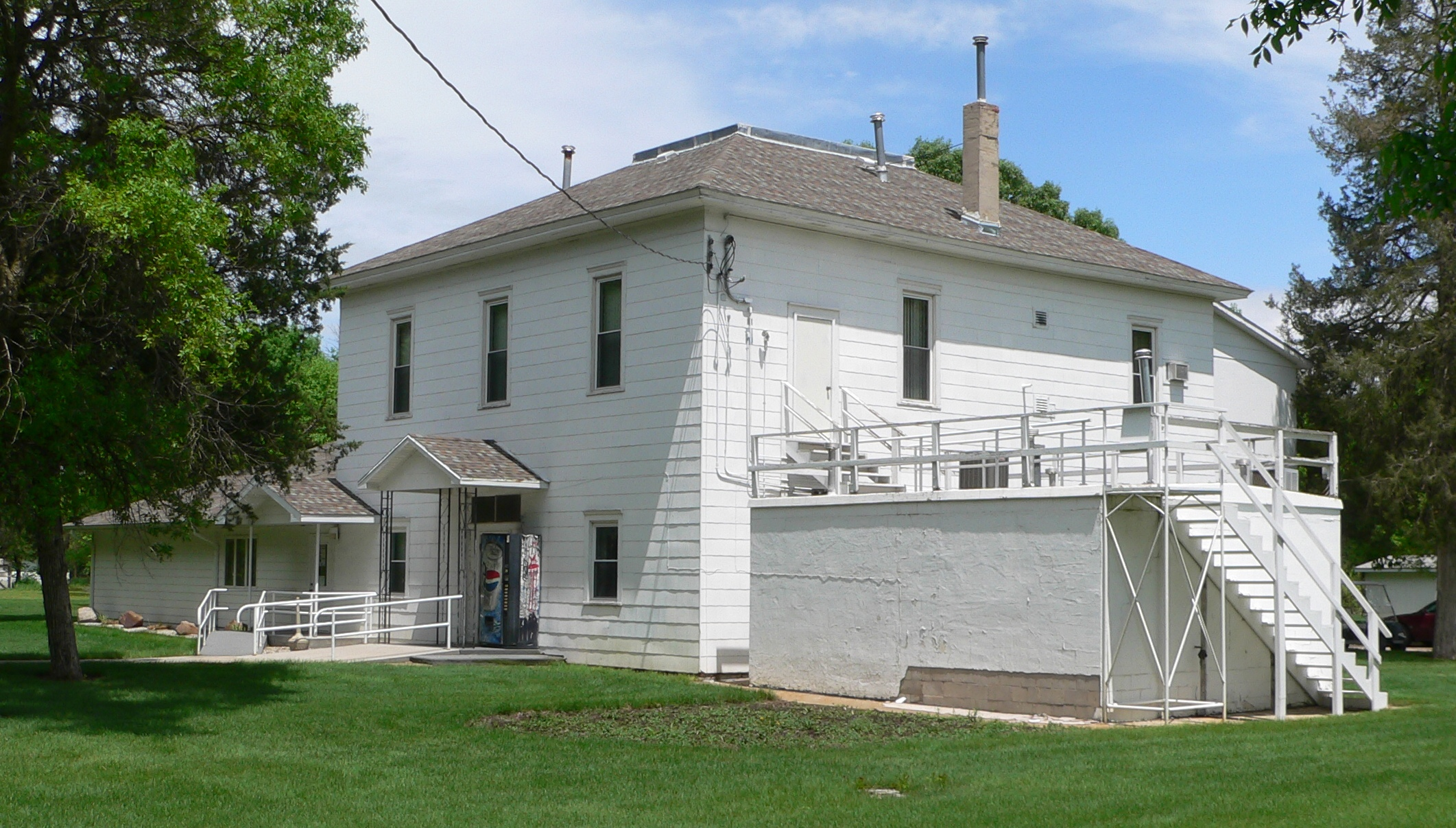
Frontier County Courthouse